# رونالد تيرني
رونالد تيرني (بالإنجليزية: Ronald Tierney)‏ (12 ديسمبر 1944، إنديانابوليس في الولايات المتحدة)؛ روائي أمريكي.